# Lucio Cecilio Rufo
Lucio Cecilio Rufo (en latín, Lucius Caecilius Rufus) fue un político romano del siglo I a. C.

## Familia
Rufo era medio hermano de Publio Cornelio Sila, sobrino del dictador Sila, por parte materna, aunque se desconoce el nombre de la madre.

## Carrera política
Ocupó el tribunado de la plebe en el año 63 a. C. cuando propuso que tanto su medio hermano como Publio Autronio Peto, condenados por soborno electoral, fueran autorizados a presentarse de nuevo al consulado. Durante el mismo tribunado anunció que vetaría la propuesta de ley agraria de su colega Publio Servilio Rulo. Más tarde, en el año 57 a. C., siendo pretor, se unió a los que pedían el regreso de Cicerón del exilio, por lo que incurrió en la enemistad de Clodio y vio su casa atacada por sus partidarios en el curso del mismo año. Fue uno de los acusadores de Aulo Gabinio en el año 54 a. C.